# Tukoh Taka
Tukoh Taka是2022年世界杯的球迷主题曲，該歌曲由说唱歌手妮琪·米娜以及歌手馬盧瑪和米麗亞姆·法里斯共同演唱。 国际足球联合会于2022年11月18日通过环球音乐集团和聯眾唱片发行了該主題曲以及视频。 

## 作品
这首歌的歌词涉及英语、西班牙语和阿拉伯语三種語言。 

## 反应
福布斯上刊登了克里斯·马隆·门德斯（ Chris Malone Méndez）的文章，作者表示這首國際足協世界盃主題曲中沒有邀請卡塔尔音乐人士參與演唱，這是比較遺憾的地方。 
许多评论人士不太喜歡這首歌的歌词。 